# Progress M-1
Progress M-1 (ryska: Прогресс М-1) var en sovjetisk obemannad rymdfarkost som levererade förnödenheter, syre, vatten och bränsle till rymdstationen Mir. Den sköts upp med en Sojuz-U2-raket, från Kosmodromen i Bajkonur den 23 augusti 1989 och dockade med Mir den 25 augusti. Farkosten lämnade rymdstationen den 1 december 1989 och brann upp i jordens atmosfär några timmar senare.

### Fotnoter
1. ↑  ”NASA Space Science Data Coordinated Archive” (på engelska). NASA. https://nssdc.gsfc.nasa.gov/nmc/spacecraft/display.action?id=1989-066A. Läst 1 mars 2020.
2. ↑  Manned Astronautics - Figures & Facts, läst 15 juli 2016.